# Antennarius
Antennarius là một chi cá trong họ Antennariidae

## Các loài
- Antennarius biocellatus G. Cuvier, 1817
- Antennarius commerson Lacépède, 1798
- Antennarius hispidus Bloch & J. G. Schneider, 1801
- Antennarius indicus L. P. Schultz, 1964
- Antennarius maculatus Desjardins, 1840
- Antennarius multiocellatus Valenciennes, 1837
- Antennarius pardalis Valenciennes, 1837
- Antennarius pauciradiatus L. P. Schultz, 1957
- Antennarius pictus G. Shaw, 1794
- Antennarius randalli G. R. Allen, 1970
- Antennarius striatus G. Shaw, 1794